# Station Tiverton Parkway
Tiverton Parkway is een spoorwegstation van National Rail in Burlescombe, Mid Devon in Engeland. Het station is eigendom van Network Rail en wordt beheerd door Great Western Railway. 